# ژیان‌مرغ بوته‌ای رخ‌گندمی
ژیان‌مرغ بوته‌ای رخ‌گندمی یا ژیان‌مرغ کوتوله پیشانی‌گندمی (نام علمی: Euscarthmus fulviceps) گونه‌ای از پرندگان تیرهٔ ژیان‌مرغان (Tyrannidae) است که در اکوادور، پرو، و احتمالاً کلمبیا یافت می‌شود.